# Joan Sbert Massanet
Joan Sbert Massanet (Palma, 1912 - 1978) fou un professor d'història i arxiver mallorquí.
Fill de Marià Sbert Canals, contraalmirall de l'armada, i d'Amàlia Massanet Verd, filla de Joan Massanet Ochando, senador i diputat conservador i germana d'Antoni Maria Massanet Verd, bisbe de Sogorb des de 1907. Germà d'Antoni Maria Sbert. Va estudiar el batxillerat a l'Institut Balear. Es llicencià en història per la Universitat de Saragossa (1933). El juny de 1936 va signar la Resposta als Catalans. Professor ajudant a l'Institut d'Inca. Va ser depurat i traslladat. El BOE del 16 de setembre de 1937 du la relació de suspesos d'ocupació i sou, entre els quals hi ha el professor Sbert, per tres mesos, entre altres coses per haver signat la resposta als catalans. Va ser nomenat arxiver de l'Ajuntament de Ciutat de Mallorca el 14 d'abril de 1944. Organitzador amb Francesc de B. Moll de cursos de llengua catalana a la clandestinitat. Els cursos se celebraren al seu domicili, a l'entorn de 1948 i anys següents. Tot i que les autoritats franquistes havien requisat la gramàtica de Moll, no les havien aconseguit eliminar totes, i així el filòleg en podia proporcionar als estudiants clandestins. El 1963 Sbert va prendre part en el I Congrés d'Arxivers celebrat a Sevilla, a conseqüència del qual presentà una memòria a l'Ajuntament sobre organització dels serveis arxivístics i les seves possibles millores. El mateix any va ser elegit vocal de la junta directiva de la Societat Arqueològica Lul·liana. El 1970 va passar a ocupar el càrrec de bibliotecari per defunció de Joan Muntaner.